# Jäsmedel
Jäsmedel eller hävmedel är sådana ämnen som används vid bakning för att få degen och det färdiga brödet poröst. Det finns två typer av jäsmedel: biologiska och kemiska jäsmedel. Till de biologiska jäsmedlen räknas jäst och surdeg. Till de kemiska jäsmedlen räknas bland andra bakpulver, bikarbonat och hjorthornssalt.
Båda jäsmedelstyperna har det gemensamt att de under jäsningen och/eller gräddningen frigör koldioxid som bildar små håligheter av gas i degen. I jäst är den verksamma beståndsdelen levande jästsvampar, som vid jäsningen (degberedningen) bildar koldioxid.
Mineraliska jäsmedel innefattar bakpulver, bikarbonat och hjorthornssalt, och utvecklar koldioxid i vätska och värme. De mineraliska jäsmedlen verkar först under gräddningen i ugn. Det vispade ägget binder med äggvitetrådarna luft och gaser från jäsmedlet och gör på detta sätt kakan porös.